# بوگاته
بوگاته (به لهستانی:  Bogate) یک روستا در لهستان است که در گمینا پژاسنش واقع شده‌است. بوگاته ۶۱۰ نفر جمعیت دارد.